# Hổ hình quyền

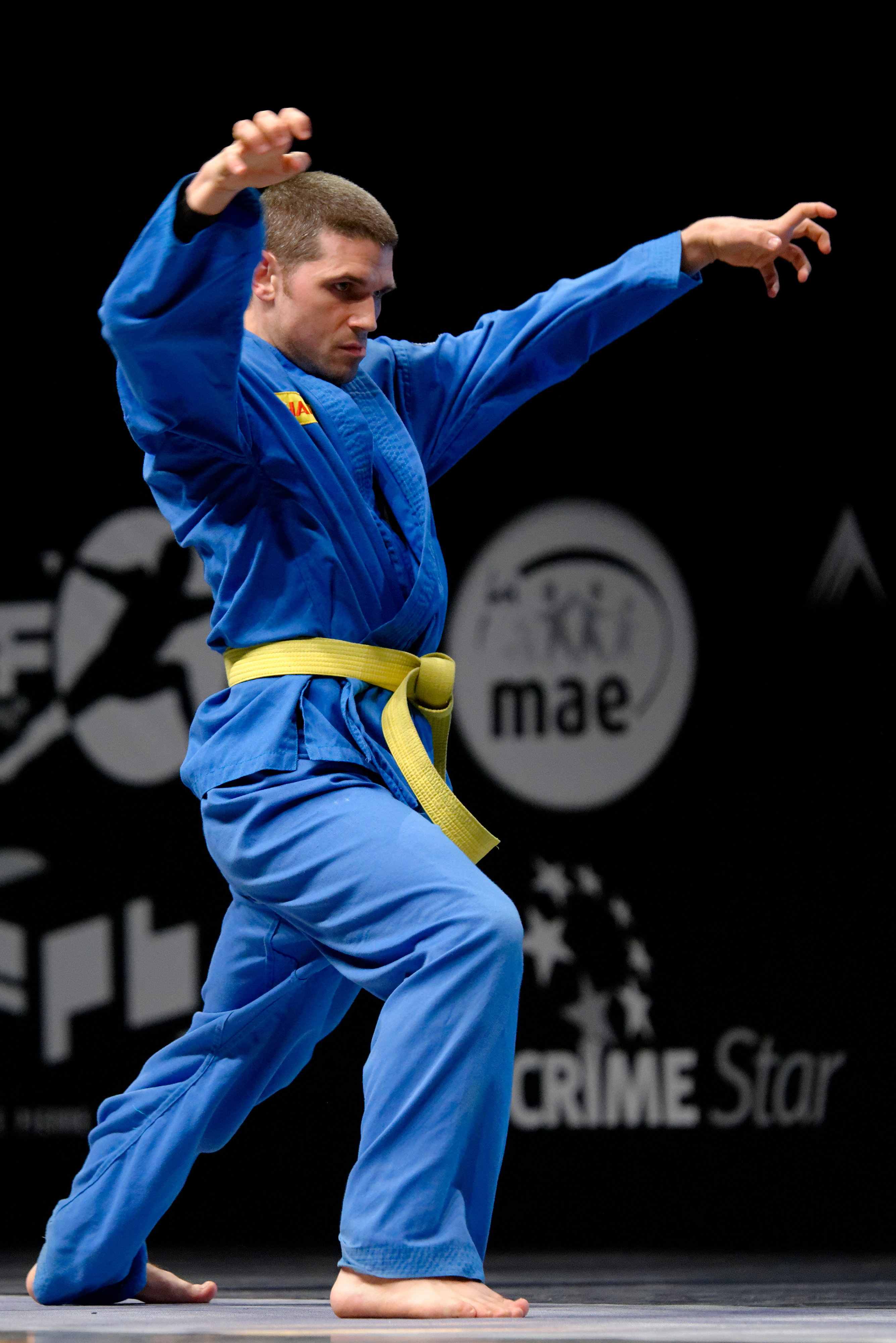
Một môn sinh Vovinam người nước ngoài đang biểu diễn động tác hổ hình quyền

Hổ hình quyền hay Hổ quyền hay còn gọi dân dã là võ hổ là một bài quyền truyền thống của võ thuật Trung Hoa dựa trên các động tác mô phỏng theo loài hổ - chúa sơn lâm với những tính chất hung mãnh, cường bạo nhưng cũng rất uyển chuyển, linh hoạt thuộc hệ thống Hình ý quyền (Ngũ hình quyền: gồm Long, Hổ, Hạc, Báo, Xà) của Thiếu Lâm tự và được Hồng Hy Quan (Nam quyền) phát triển sau này và đến thời Hoàng Phi Hồng, Lâm Thế Vinh đã tạo ra chiêu thức trứ danh Hổ Hạc song hình quyền (虎鶴雙形拳). Hổ hình quyền cũng thể hiện và ảnh hưởng trong các phái võ khác như: Vịnh Xuân Quyền, Trung Ngoại Chu Gia Võ cổ truyền Việt Nam, Silat của Indonesia.... Động tác mô phỏng về loài hổ được ghi nhận sớm nhất từ thời Tam Quốc ở Trung Quốc với danh y Hoa Đà trong bài luyện tập ngũ cầm hý.

## Lịch sử hình thành

Lâm Thế Vinh với thế võ hổ hình quyền

Những bài vận động mô phỏng về loài hổ xuất hiện sớm nhất có lẽ là bài tập dưỡng sinh "Ngũ Cầm Hí" của Hoa Đà. Trong mục "Nghệ Văn Chí" của sách "Hán Thư" phần "Phương Thuật liệt truyện" có ghi lời của Hoa Đà: "Con người vốn ham muốn vận động nhưng chớ quá sức...Nay ta có thuật Ngũ Cầm Hí gồm một là gấu, hai là hạc, ba là nai, bốn là hổ, năm là vượn. Bắt chước năm con này độ dẫn sẽ tiêu trừ mọi bệnh tật, và tay chân lại thêm linh hoạt"
Đến thời kỳ võ học phát triển, tương truyền, bài hổ hình quyền xuất phát từ các nhà sư Thiếu Lâm Trung Quốc trong hệ thống Ngũ hình quyền. Ngũ Hình quyền thật ra có nguồn gốc ban đầu từ Thiếu Lâm Tung Sơn Hà Nam vào thời nhà Nguyên do Thu Nguyệt thiền sư, là pháp danh của Bạch Ngọc Phong, sáng tác trên cơ sở phát triển của 173 chiêu thức của La Hán Thập Bát thủ (18 thế tay của phật A La Hán).
Trong quá trình họ quan sát hoạt động của loài hổ, các nhà sư Thiếu Lâm đã thấy được sức mạnh, sự dũng mãnh và uy lực của chúng và coi đó là một mẫu mực để noi theo rèn luyện võ thuật. Hổ Hình Quyền phản chiếu ảnh hưởng đặc trưng về hành vi của loài hổ. Hổ Hình Quyền khác biệt so với các hình quyền khác ở điểm chủ đạo là tạo một thể cốt mạnh mẽ vì hổ là con vật nhanh nhẹn và quyết liệt. Động tác tấn công của hổ được ví là động tác ép tới tạo áp lực mạnh, sức của hổ là một loại ngoại lực cương mãnh hung bạo.
Ngoài môn phái Thiếu Lâm thì nhiều môn phái võ thuật khác trong nhiều chiêu thức, động tác cũng xuất hiện các thế của hổ hình, đến thời kỳ nhà Thanh, Hồng Hy Quan, đệ tử tục gia của phái Thiếu Lâm Nam quyền đã phát triển bài hổ hình quyền lên một bước và đến thời kỳ của Hoàng Phi Hồng, Lâm Thế Vinh đã phát triển hoàn thiện hơn. Bạch Mi quyền của Bạch Mi đạo nhân sau này cũng được sáng tác trên cơ sở Hổ hình quyền và Báo hình quyền của Ngũ Hình quyền của Thiếu Lâm Tung Sơn Hà Nam.
Bên cạnh võ học của Trung Quốc thì nhiều môn võ cổ truyền của các dân tộc khác như Việt Nam, Indonesia... cũng có nhiều chiêu thức mô phỏng động tác của loài hổ và gọi chung là hổ quyền như bài võ Lão hổ thượng sơn, Penchat Silat. Trong hệ thống 10 bài quyền thuật Việt Nam được đưa vào hệ thống giảng dạy bắt buộc của Liên đoàn võ thuật cổ truyền Việt Nam cũng có một bài võ với hình tượng con hổ, đó là bài Lão Hổ Thượng Sơn.

## Đặc điểm

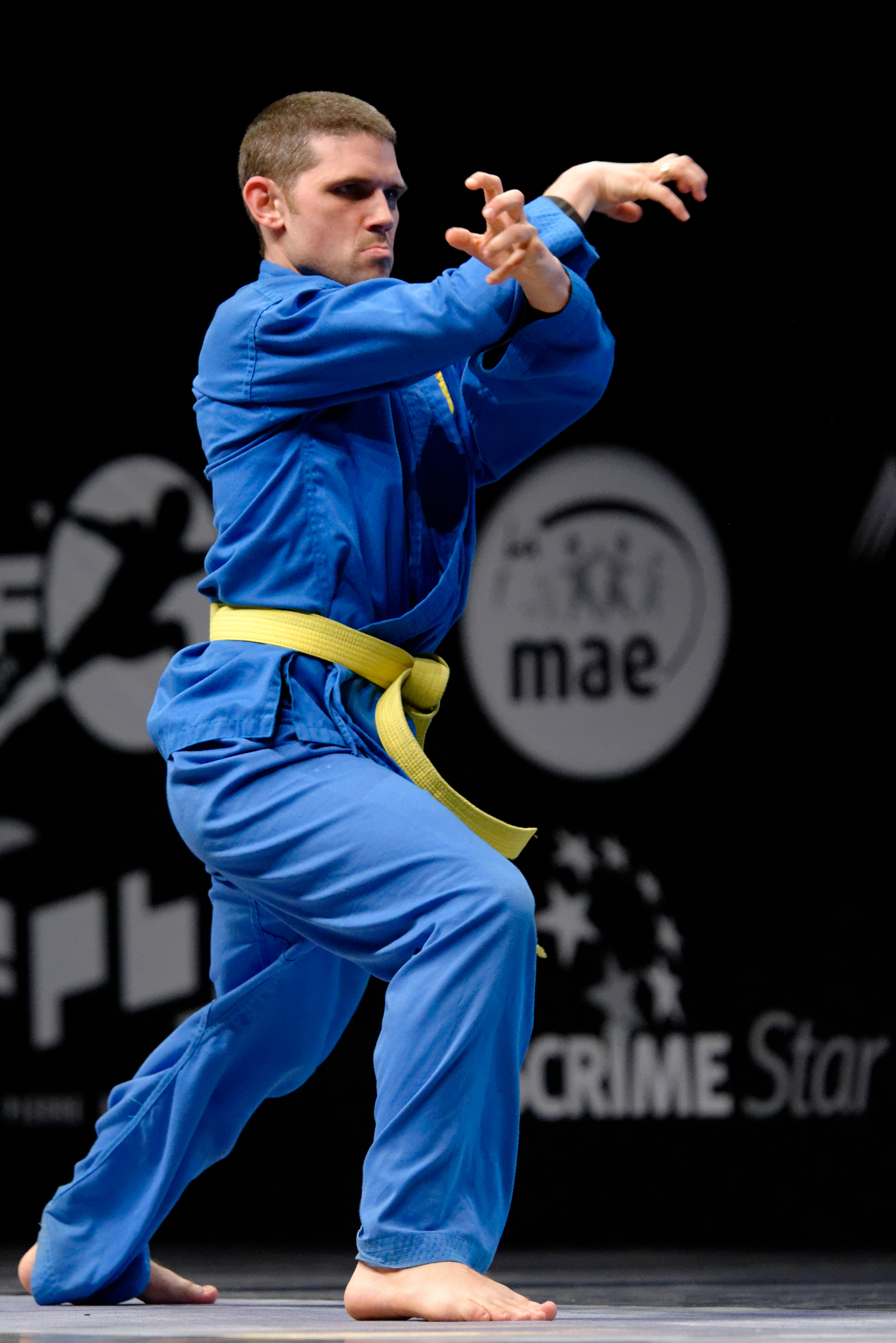
Hổ hình quyền

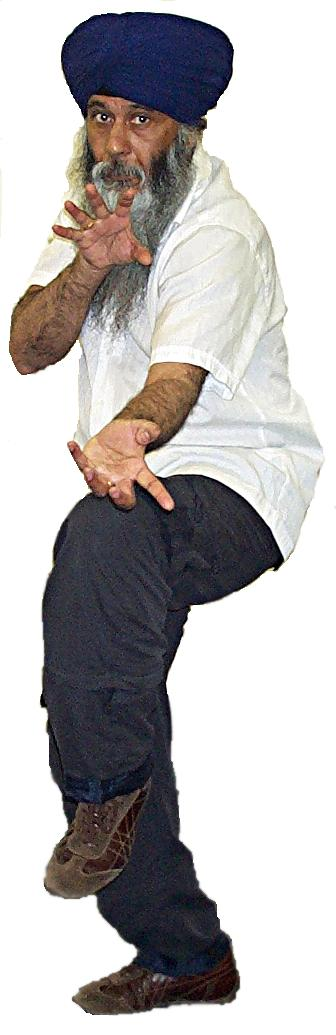
Món đòn Bạch Mi hổ trảo

Hổ quyền là tượng hình quyền của Võ thuật cổ truyền, yếu chỉ quyền pháp nhằm luyện gân cốt, chỉ lực cùng sự vững chãi, nhanh nhẹn, phát huy nội lực, để có sức bền bỉ, dẻo dai, linh hoạt khi phát kình nội lực, lúc phát nổi ngoại công.
Hổ Hình Quyền không chỉ nhằm phát triển uy lực mà còn nhằm biến đổi tình trạng gân, xương để tăng phần kiên mãnh cho cổ và sống lưng. Cổ và sống lưng để đạt tới mức bền dẻo, có khả năng căng ra đủ để phát nổi một ngoại lực cương mãnh. Bởi uy lực của nhiều loại công phu do các thế tấn vững và cử động mạnh của thắt lưng tạo ra, nên người luyện võ phải có một sống lưng hoàn kiện.
Hổ Hình Quyền thì lấy luyện cốt (xương) là chính, khi luyện thì phải đẩy khí toàn thân, tay cứng hông thực, sức ở nách phải đầy đủ, một khí liến đủ, từ đầu chí cuối không lơi lỏng. Thường dùng Hổ chưởng, lấy đốt phát kình, lấy khí tạo lực, thế quyền hung mãnh. Cổ, họng dùng kình cực kỳ mãnh liệt, phải nghiến răng mím miệng, mắt hổ hau háu thể hiện cho đầy đủ cái oai của hổ mạnh.
Có nhiều chiêu thức chiến đấu tượng hình đặc thù mang tên loài hổ để diễn tả các thế đánh trong Võ thuật cổ truyền ở các bài quyền truyền thống: Hiện long tàng hổ, Nhị hổ tiềm tung, Mãnh hổ xuất sơn, Hồi đầu hổ vĩ, Bạch hổ khởi động, Hắc hổ hạ sơn, Ngọa hổ phục lâm, Hổ bằng báo lang, Mãnh hổ phục địa, Ngạ hổ tha dương, Sơn trung cầm hổ, Lão hổ thượng sơn, Bạch hổ xuất động...
Kỹ thuật căn bản trong Hổ Hình Quyền là hổ trảo. Hổ trảo hình thành bằng cách quặp các ngón tay theo dáng của móng cọp. Đây là một đòn tấn công thẳng, ngắn để kéo, bẻ, xé hoặc ép tới. Đích nhắm của Hổ trảo là mặt, cổ, háng, cánh tay hoặc cổ tay. Khi va chạm, ức bàn tay áp mạnh để giúp các ngón tay bấu chắc hơn, rồi bẻ quặt hoặc lôi thẳng xuống.
Hổ Trảo là một cử động ép hoặc xé bất chợt. Ứng dụng kỹ thuật sau này có nhiều cách khác nhau. Hoặc biến một tay thành hổ trảo chụp lấy cổ tay đối thủ trong khi tay kia dùng quyền đánh thẳng xuống. Hoặc một tay chộp ngược cổ tay rồi bẻ cánh tay đối thủ, trong lúc tay kia năm lại áp mạnh xuống một điểm ở phía sau và trên cùi chỏ đối thủ. Đây là một thế khóa kép tạo ra đau đớn dữ dội. Thiếu lâm Hổ Hình Quyền cũng sử dụng chưởng, chẳng hạn như kỹ thuật Mãnh Hổ Thôi Sơn, một tay biến thành Hổ trảo chộp nắm tay tấn công của đối thủ đồng thời ức bàn tay kia đánh vào sườn đối thủ.
Nhiều kỹ thuật đá đặc biệt cũng được biểu hiện trong Hổ Hình Quyền, trong đó, một kỹ thuật đã trở nên quen thuộc với tên gọi là Hổ Vĩ Thoái hoặc Hổ Vĩ Cước. Khi thực hiện kỹ thuật đá này phải giữ cho thân mình song song với mặt đất, hai cánh tay dang về phía trước. Điểm cần lưu ý là khi sử dụng hổ trảo thì không phải các ngón tay mà chính toàn thể bàn tay mới thực sự quan trọng. Đây là chiếc khóa để triển khai ngón tay, ức bàn tay và cả chân.
Hổ Hình Quyền cũng có nhiều kỹ thuật thở để phát triển sức mạnh và uy lực. Khi thở phải phát ra những tiếng động với số lượng được quy định rõ theo thời khắc. Hơi thở có tiếng động là một nét đặc biệt quan trọng vì nó tạo ra sức bền bằng cách thúc ép tống xuất hết thán khí để thay bằng dưỡng khí cần thiết cho sự phát lực. Bật ra hơi thở có tiếng động còn là cách giữ vững tinh thần ở độ cao, một yếu tố quan trọng khi cử động mạnh mẽ và chớp nhoáng.

## Tập luyện
Để luyện hổ trảo, người luyện tung lên không những túi cát nặng, nhỏ rồi dùng các ngón tay bắt lại. Các túi các này cũng được dùng khi luyện các thế vồ chụp của Hổ Trảo nhưng với tốc độ cực nhanh.
Về việc tăng cường sức mạnh của các ngón tay và cánh tay thì phương pháp tương tự như phương pháp luyện Long Trảo Công. Trước đây, để biến đổi và tăn sức cho ngón tay, bàn tay và cánh tay luyện Hổ Trảo, các võ sinh vồ chụp và bấu cành cây. Ngày nay, cành cây được thay thế bằng trái banh cao su.
Vì bàn tay được vận dụng để tạo hiệu năng cho hổ trảo nên cánh tay và ngón tay được phát triển qua cách thực tập đẩy bằng ngón tay. Việc hoàn thiện lưng và cổ được thực hiện với một phương pháp đẩy đặc biệt nhằm tạo lực cho cả cánh tay, lưng và chân. Phương pháp ấy đòi hỏi kéo toàn thân về phía trước cho tới khi ngực gần như sát đất thì vận dụng các cơ bắp trên lưng đảo ngược cử động lôi toàn thân về phía sau. So với các phương pháp đẩy thông thường chỉ lên và xuống thẳng thì phương pháp này cử động giống như cuốn về phía trước rồi cuốn về phía sau.